# (251449) Olexakorol'
(251449) Olexakorol' est un astéroïde de la ceinture principale.

## Description
(251449) Olexakorol' est un astéroïde de la ceinture principale. Il fut découvert le 11 février 2008 à Androuchivka par l'observatoire astronomique d'Androuchivka. Il présente une orbite caractérisée par un demi-grand axe de 2,77 UA, une excentricité de 0,11 et une inclinaison de 8,7° par rapport à l'écliptique.

## Compléments